# Karrebæksminde
Karrebæksminde is een plaats in de Deense regio Seeland, gemeente Næstved, en telt 1691 inwoners (2008).
De plaats Enø ligt ten zuiden van Karrebæksminde, bereikbaar met een brug.
- Virtual International Authority File: 140508845